# Jeff Barlow
Jeff Barlow foi um ator britânico, que nasceu em Lancashire, em 1871.

## Filmografia selecionada
- Rupert of Hentzau (1915)
- The Man Who Bought London (1916)
- Bonnie Mary (1918)
- Once Upon a Time (1918)
- The Splendid Coward (1918)
- The Lackey and the Lady (1919)
- Castles in Spain (1920)
- Beyond the Dreams of Avarice (1920)
- The Further Exploits of Sexton Blake: The Mystery of the S.S. Olympic (1920)
- The Glorious Adventure (1922)
- The Lady Owner (1923)
- Hornet's Nest (1923)
- Chu-Chin-Chow (1923)
- Sen Yan's Devotion (1924)
- Satan's Sister (1925)
- The Marriage Business (1927)